# Charentenay
Charentenay é uma comuna francesa na região administrativa de Borgonha-Franco-Condado, no departamento de Yonne. Estende-se por uma área de 14,81 km². Em 2010 a comuna tinha 294 habitantes (densidade: 19,9 hab./km²).